# Gladiolus
Gladiolus er en slægt med flere end 250 arter, der først og fremmest er udbredt i det sydlige Afrika. Nogle få arter findes i Nordafrika og Sydeuropa. Det er flerårige, urteagtige planter med en underjordisk knold, som bærer stængler med 1-9 sværdformede blade. Disse blade er furede på langs og helrandede. Blomsterne sidder endestillet på den ene side af skuddene. De enkelte blomster er 3-tallige og uregelmæssige med 6 lyserøde, rødlige eller lyst purpurrøde blosterblade. Frugtrene er trekantede kapsler med 20-100 frø.
| Beskrevne arter |

- Kardinalgladiolus (Gladiolus crdinalis)
- Almindelig gladiolus (Gladiolus communis)
  - Byzantinsk gladiolus (Gladiolus communis subsp. byzantinus)
- Korngladiolus (Gladiolus italicus)
- Sortøje (Gladiolus murielae)

| Andre arter |

| - Gladiolus alatus - Gladiolus angustus - Gladiolus atroviolaceus - Gladiolus benguellensis - Gladiolus brevifolius - Gladiolus carmineus - Gladiolus carneus - Gladiolus caucasicus - Gladiolus cruentus - Gladiolus dalenii - Gladiolus debilis - Gladiolus dzavakheticus - Gladiolus elliotii - Gladiolus equitans | - Gladiolus gracilis - Gladiolus grandiflorus - Gladiolus gregarius - Gladiolus guthriei - Gladiolus hirsutus - Gladiolus illyricus - Gladiolus involutus - Gladiolus kotschyanus - Gladiolus liliaceus - Gladiolus longicollis - Gladiolus martleyi - Gladiolus melleri - Gladiolus mortonius - Gladiolus ochroleucus | - Gladiolus oppositiflorus - Gladiolus orchidiflorus - Gladiolus papilio - Gladiolus pappei - Gladiolus permeabilis - Gladiolus recurvus - Gladiolus trichonemifolius - Gladiolus tristis - Gladiolus undulatus - Gladiolus vaginatus - Gladiolus venustus - Gladiolus virescens - Gladiolus watermeyeri - Gladiolus watsonius |